# Hamburg (Schiff, 2004)
Die Fregatte Hamburg wurde von 2000 bis 2004 in Kiel bei HDW gebaut und am 13. Dezember 2004 als zweites Schiff der Sachsen-Klasse in Dienst gestellt. Sie gehört zum 2. Fregattengeschwader der Einsatzflottille 2 der Deutschen Marine. Ihre Hauptaufgabe ist die Bekämpfung von Flugzeugen und anderen Luftzielen zum Schutz von Marineverbänden und verbündeten Kräften an Land. Dafür ist sie mit sehr leistungsfähigen Radargeräten und weitreichenden Flugkörpern ausgerüstet. Sie kann auch als Flaggschiff für den Kommandeur eines Kriegsschiffverbandes dienen.
Im Jahr 2017 wurde im Rahmen eines Werftaufenthaltes eine „Hardwareregeneration CDS F124“ durchgeführt. Hierbei wurde die Hardware des Combat Direction System (CDS, entspricht Führungs- und Waffeneinsatzsystem) erneuert sowie die entsprechende Software angepasst und modernisiert.

## Einsätze
Von November 2010 bis März 2011 wurde die Fregatte Hamburg als erstes Schiff ihrer Klasse zur EU-geführten Anti-Piraterie-Mission EUNAVFOR ATALANTA abgestellt.
Sie koordinierte und überwachte zwischen dem 24. März 2013 und dem 3. Juni 2013 für die Flugzeugträgerkampfgruppe Dwight D. Eisenhower sämtliche Flugbewegungen im Umkreis von etwa 180 km, auch alle Starts und Landungen auf dem Träger. Zu der Flugzeugträgergruppe gehörte auch die Hué City, so dass die drei Schiffe die US Carrier Strike Group VII bildeten. Erstmals in der Geschichte der US Navy war eine deutsche Fregatte mit dem alleinigen Schutz eines amerikanischen Flugzeugträgers betraut. Einsatzraum war das Mittelmeer und nach der Durchfahrt durch den Sueskanal das Arabische Meer und der Persische Golf.
Am 11. Februar 2014 verließ die Hamburg zusammen mit den Fregatten Mecklenburg-Vorpommern, Augsburg, der Korvette Oldenburg und dem Einsatzgruppenversorger Frankfurt am Main ihren Heimathafen Wilhelmshaven (Marinestützpunkt Heppenser Groden), um am jährlichen Einsatz- und Ausbildungsverband (EAV) der Marine teilzunehmen. Bis zum Ende des EAV am 20. Juni 2014 in Kiel beteiligte sie sich an mehreren Manövern zwischen dem nördlichen Polarkreis und dem Äquator. Dabei wurden dreizehn Häfen in neun Ländern angelaufen. Darüber hinaus nahm sie in diesem Zeitraum am 825. Hamburger Hafengeburtstag teil (9. bis 11. Mai 2014), wo sie die Einlaufparade anführte.
Von 20. August bis 4. September 2014 begleitete die Hamburg als Eskorte das US-amerikanische Spezialschiff Cape Ray, auf dem syrische Chemiewaffen vernichtet wurden. Sie geleitete die Cape Ray hierbei durch Nordostatlantik sowie über Nord- und Ostsee zu den Bestimmungshäfen in Finnland und Deutschland.
Am 8. Juni 2015 lief die Fregatte Hamburg als Flaggschiff der Standing NATO Maritime Group 2 (SNMG2), von ihrem Heimathafen Wilhelmshaven aus, Richtung Mittelmeer aus. Sie nahm unter anderem teil am NATO-Großmanöver Trident Juncture und fuhr im Rahmen der Operation Active Endeavour (OAE). Am 20. Dezember 2015 kehrte sie nach Wilhelmshaven zurück.
Im November 2020 stoppte die Fregatte Hamburg im Rahmen der Operation Irini das türkische Schiff Roseline A etwa 200 Kilometer nördlich von Bengasi, da es Hinweise auf Waffenschmuggel nach Libyen gab. Kurz nachdem die Kontrolle des Frachters begonnen hatte, wurde sie abgebrochen, da die Türkei Protest eingelegt hatte. Bei der Durchsuchung wurden keine Waffen gefunden, allerdings waren erst wenige der 150 Container durchsucht, als der Einsatz abgebrochen wurde.

## Kommandanten
| Nr. | Name | Beginn der Amtszeit | Ende der Amtszeit  |
| --- | --- | ------------------- | ------------------ |
| 1.  | Fregattenkapitän Rainer Engelbert (bis zur Indienststellung am 13. Dezember 2004 offizieller Titel "militärischer Schiffsführer") | 01. April 2003      | 29. September 2006 |
| 2.  | Fregattenkapitän Helge Detlef Risch                                                                                               | 29. September 2006  | 11. Juli 2008      |
| 3.  | Fregattenkapitän Frank Schwarzhuber                                                                                               | 11. Juli 2008       | 2011               |
| 4.  | Fregattenkapitän Ralf Kuchler | 2011                | 1. Juli 2013       |
| 5.  | Fregattenkapitän Axel Schulz | 1. Juli 2013        | 30. April 2015     |
| 6.  | Fregattenkapitän Steffen Lange | 30. April 2015      | 27. September 2017 |
| 7.  | Fregattenkapitän Christian Herrmann                                                                                               | 27. September 2017  | 26. März 2020      |
| 8.  | Fregattenkapitän Jan Fitschen | 26. März 2020       | 6. Oktober 2023    |
| 9.  | Fregattenkapitän Andreas Schmidt                                                                                                  | 6. Oktober 2023     | 20. Februar 2025   |
| 10. | Fregattenkapitän Alexander Timpf                                                                                                  | 20. Februar 2025    |                    |